# Beto Sargentelli
Beto Sargentelli, nome artístico de Roberto Haderchpek Sargentelli Filho (São Paulo, 17 de outubro de 1993), é um ator, cantor, músico, dramaturgo e produtor cultural vencedor do Prêmio APCA de Melhor Ator e condecorado com o raro título de honra de Artista Hors Concours em premiação solene na Câmara Municipal de São Paulo .
Colecionou em 2024/2025 o total de 8 prêmios e indicações como Melhor Ator, entre elas ao respeitado e tradicional Prêmio APCA, o Prêmio Destaque Imprensa Digital e o Prêmio Bibi Ferreira, todos por seu trabalho na pele de Elvis Presley, além de 3 prêmios e indicações como Melhor Dramaturgo e 6 de "Melhor Espetáculo".
Conhecido como o ator mais premiado da nova geração de atores do país, o artista consagrou-se na história do teatro brasileiro ao ser o 1º e único a conquistar a tríplice coroa do Prêmio Destaque Imprensa Digital (Melhor Ator, Melhor Dramaturgo e Melhor Espetáculo) e a concorrer consigo mesmo na categoria de Melhor Ator do Prêmio Bibi Ferreira conquistando a dupla indicação por sua interpretação dos protagonistas Tony de "West Side Story" e Clyde em "Bonnie & Clyde".
Sobrinho-neto em 2º grau de Osvaldo Sargentelli e, por conseguinte, também parente de Lamartine Babo, o ator é o único vencedor da héxade dos renomados Prêmio APCA, Prêmio Bibi Ferreira, Prêmio Aplauso Brasil, Prêmio Destaque Imprensa Digital,  Prêmio Arcanjo de Cultura  e Broadway World Brazil Award.

Aclamado pela crítica especializada e público como o maior nome do teatro da atualidade devido a sua versatilidade, o ator  garantiu pelos últimos 10 anos consecutivos a conquista de 27 Prêmios de Melhor Ator, 2 de Melhor Elenco, 3 de Melhor Dramaturgo/Roteirista e 5 de Melhor  Espetáculo, dentre mais de 40 indicações recebidas aos mais respeitados prêmios do país; entre eles o Prêmio APCA em 2024, o Prêmio Bibi Ferreira (considerado o Tony Award Brasileiro) em 2020, 2023 e 2024,, o Prêmio Aplauso Brasil em 2015, 2018 e 2019, o Prêmio Arte Qualidade Brasil em 2016, o internacional Broadway World Brazil Award. em 2018 e 2019 e o  Prêmio Destaque Imprensa Digital em 2018, 2019, 2022, 2023 e 2024.

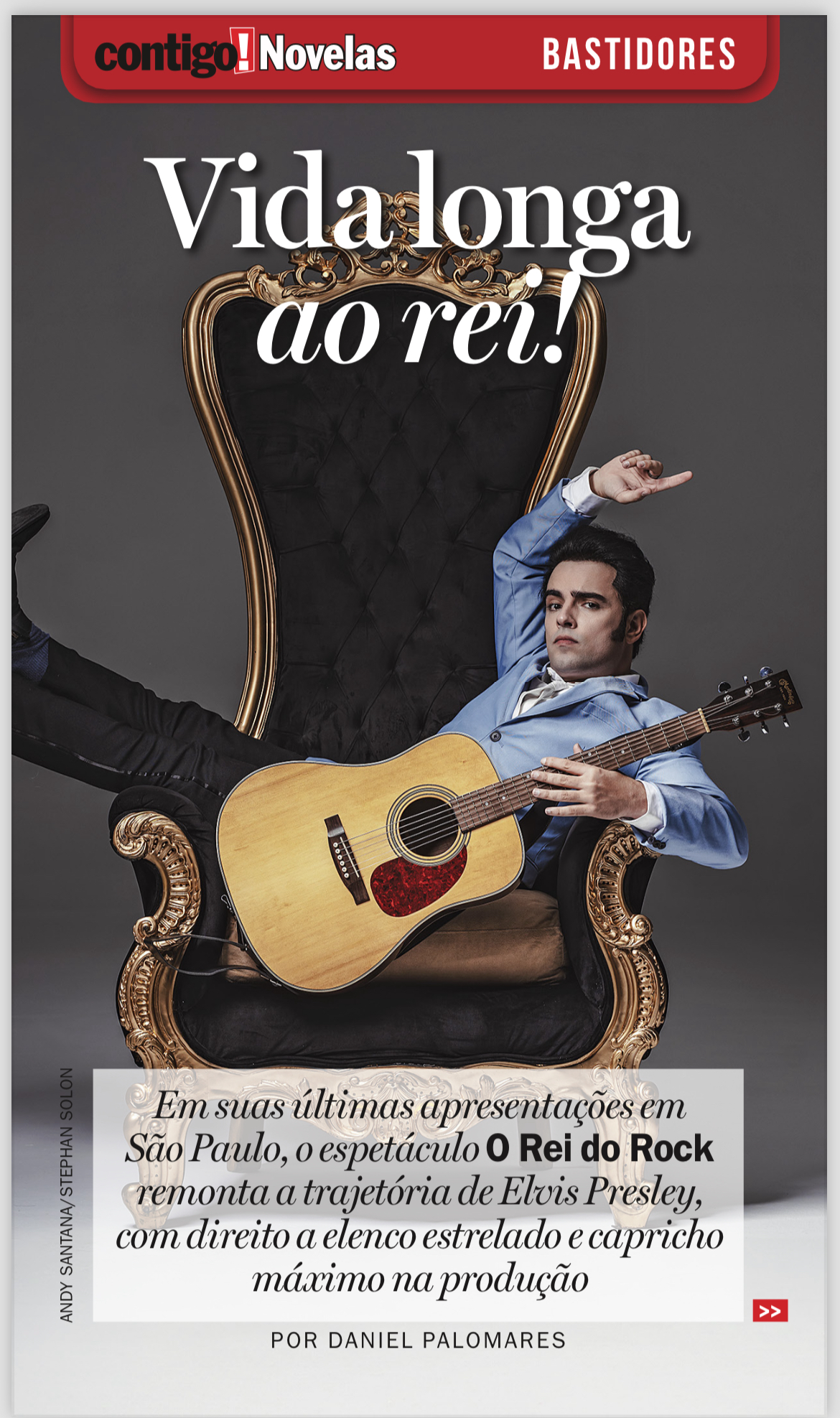
Beto Sargentelli como Elvis Presley - Revista Contigo!

Atualmente, o artista protagoniza e produz desde março de 2024 o espetáculo biográfico "O Rei do Rock - O Musical" onde vive o maior Astro do século e do Rock’N’Roll: Elvis Presley. O espetáculo, que já conquistou 31 prêmios e indicações (APCA, Bibi Ferreira, Destaque Imprensa Digital, Câmara Municipal, Prêmio Arcanjo de Cultura, É Sobre Musicais, Observatório do Teatro e Song Pop), incluindo Melhor Espetáculo, Melhor Ator (Beto Sargentelli), Melhor Roteiro Original (Beto Sargentelli), Melhor Direção (João Fonseca), Melhor Direção Musical (Thiago Gimenes) e Melhor Ator Coadjuvante (Stepan Nercessian), é o 1º biográfico de Elvis Presley do país e marca também sua estreia como dramaturgo em um texto que vem sendo criado pelo mesmo desde 2017 em homenagem ao seu pai e Elvis. . 
Também em 2024 foi convidado por Charles Möeller e Roberto Medina para protagonizar o 1º musical dentro da cidade do rock no maior evento de música da América Latina: Rock In Rio. O ator deu vida a João Coelho um dos protagonistas e cantou os maiores sucesso do Queen e Journey. 
O espetáculo estreará agora em sua versão completa no Teatro Cidade Das Artes no Rio de Janeiro dia 11/01/2025, data exata em que o festival completa 40 anos de história. 
Em 2023, Beto produziu e protagonizou, no papel título Clyde Barrow, o seu 14º musical da Broadway dentre os 23 musicais e 32 peças teatrais da carreira: "Bonnie & Clyde - O Musical Mais Procurado da Broadway", que estreou dia 10 de março de 2023 no 033 Rooftop do Teatro Santander e conquistou 15 prêmios e indicaçōes. Este papel lhe rendeu o “Prêmio Destaque Imprensa Digital” de “Melhor Ator”. 
Em 2022, Beto estrelou o maior clássico do teatro americano "West Side Story" de Leonard Bernstein e Stephen Sondheim, considerado o maior e melhor musical da história da Broadway. O ator viveu o protagonista Tony, personagem inspirado em Romeu de Shakespeare, sob direção da dupla Charles Möeller e Cláudio Botelho e do maestro Cláudio Cruz.
Também em 2022 foi exaltado pela crítica ao interpretar Tomás, o protagonista do espetáculo brasileiro original “Nautopia”, vencedor do Prêmio Bibi Ferreira de melhor letra e música original.. A peça foi também a 2ª do ator como produtor teatral.
Em 2020 conquistou "Prêmio Bibi Ferreira" de Melhor Ator por sua interpretação no espetáculo da Broadway "Os Últimos 5 Anos", versão brasileira oficial do musical "The Last 5 Years" de Jason Robert Brown, sob direção de João Fonseca. Este, que foi também o primeiro trabalho do artista como produtor/idealizador, além de ator.
No audiovisual, foi ator convidado ao lado da atriz Tuna Dwek para o longa-metragem "Verão Fantasma" de Matheus Marchetti, na trama, interpretou o Capitão Bernard Fokke. Esteve também no elenco das telenovelas "A Caverna Encantada” da Disney Plus na pele de Dom Pedro I e "Revelação" e "Amor e Revolução" do SBT, além de ser visto no único episódio gravado no Brasil, em parceria com a Conspiração Filmes, da famosa série inglesa da Netflix, Black Mirror.
Entre os espetáculos de sua carreira, somam-se 23 musicais, sendo 14 grandiosos títulos importados, 6 deles no Teatro Renault (antigo Teatro Abril), pela Time 4 Fun, tendo estrelado também o primeiro espetáculo brasileiro da empresa: "2 Filhos de Francisco - O Musical" na pele de Zezé Di Camargo, onde esteve sob direção do cineasta Breno Silveira, o mesmo diretor da versão cinematográfica. Além do supracitado Nautopia, também no papel central.
Protagonizou grande parte dos principais espetáculos da Broadway no Brasil, além dos grandes espetáculos brasileiros, entre eles:
“O Rei Do Rock - O Musical” como Elvis Presley;
"Bonnie & Clyde" como Clyde Barrow;
"West Side Story" como Tony;
"Os Últimos 5 Anos" como Jamie Wellerstein;
"Billy Elliot" como Tony Elliot (Ator Convidado);
"Godspell" como Judas (Ator Convidado);
"We Will Rock You" como Galileo;
"Mudança de Hábito"  como Pablo;
"Jesus Cristo Superstar" como Simon Zealotes;
"Shrek" como Burro Falante;
"A Família Addams" como Lucas Beineke;
"Into The Woods" como Jack;
E "O Rei Leão" da Disney como Simba (u/s);
Foi anunciado como um dos protagonistas da produção brasileira da ópera-rock American Idiot que terá a direção de Mauro Mendonça Filho   e foi também anunciado como um dos atores convidados da versão brasileira do espetáculo da Broadway Spamalot. 
O ator foi convidado a interpretar um dos protagonistas do musical ao lado de Leão Lobo e Helga Nemeczyk.
Foi Ator Convidado do tradicional espetáculo de Natal do Palácio Avenida em Curitiba - PR, esse, que já teve também como convidados os renomados atores Paulo Autran e Antônio Fagundes.
No ano de 2019, lançou Nas 4 Estações, seu primeiro single na carreira fonográfica, com produção musical do ganhador do Grammy Latino Hélio Bernal. Simultaneamente foi lançado o clipe da canção, além do show de lançamento realizado na casa de espetáculos Paris 6 Burlesque.
Foi eleito pelo crítico Miguel Arcanjo Prado como um dos Melhores Atores no cenário Teatral nos anos de 2019, 2023 e 2024 ao lado dos nomes de grandes atrizes como Denise Fraga, Nathália Timberg e Fernanda Montenegro.

## Carreira
Graduado em Licenciatura e Bacharelado em Artes Cênicas/Teatro pela Faculdade Paulista de Artes e Interpretação para Cinema e TV pela Escola de Atores Wolf Maya, Beto Sargentelli iniciou sua carreira artística aos 12 anos de idade estudando teatro, violão e atuando em filmes publicitários. Ingressou em sua primeira cia de teatro aos 13 anos e após alguns anos em diversas companhias de Teatro de Prosa, foi aprovado aos 17 anos em seu primeiro espetáculo de Teatro Musical. Juntamente da carreira no teatro, participou também de longa-metragens, curta-metragens, telenovelas e séries durante os anos seguintes.
Em sua trajetória esteve sob direção de nomes brasileiros e internacionais como Jerry Zaks, Jorge Takla, Julie Taymor, Jacques Lagoa, John Stefaniuk, Owen Harris, Steve Bebout, Alonso Barros, José Renato Pécora, Marllos Silva, Reynaldo Boury, Dagoberto Feliz, Breno Silveira, João Fonseca e Charles Möeller e é considerado pela crítica especializada, como o principal nome da nova geração de atores do país por sua versatilidade a cada papel que interpreta, garantindo pelos últimos 10 anos consecutivos a conquista de 27 Prêmios de Melhor Ator, dentre 35 indicações, recebidas aos mais respeitados prêmios do país; entre eles o Prêmio APCA, o Prêmio Bibi Ferreira, considerado o Tony Award Brasileiro, o Prêmio Aplauso Brasil de Teatro, o Prêmio Arte Qualidade Brasil, o Prêmio Destaque Imprensa Digital e o internacional Broadway World Brazil Awards. 

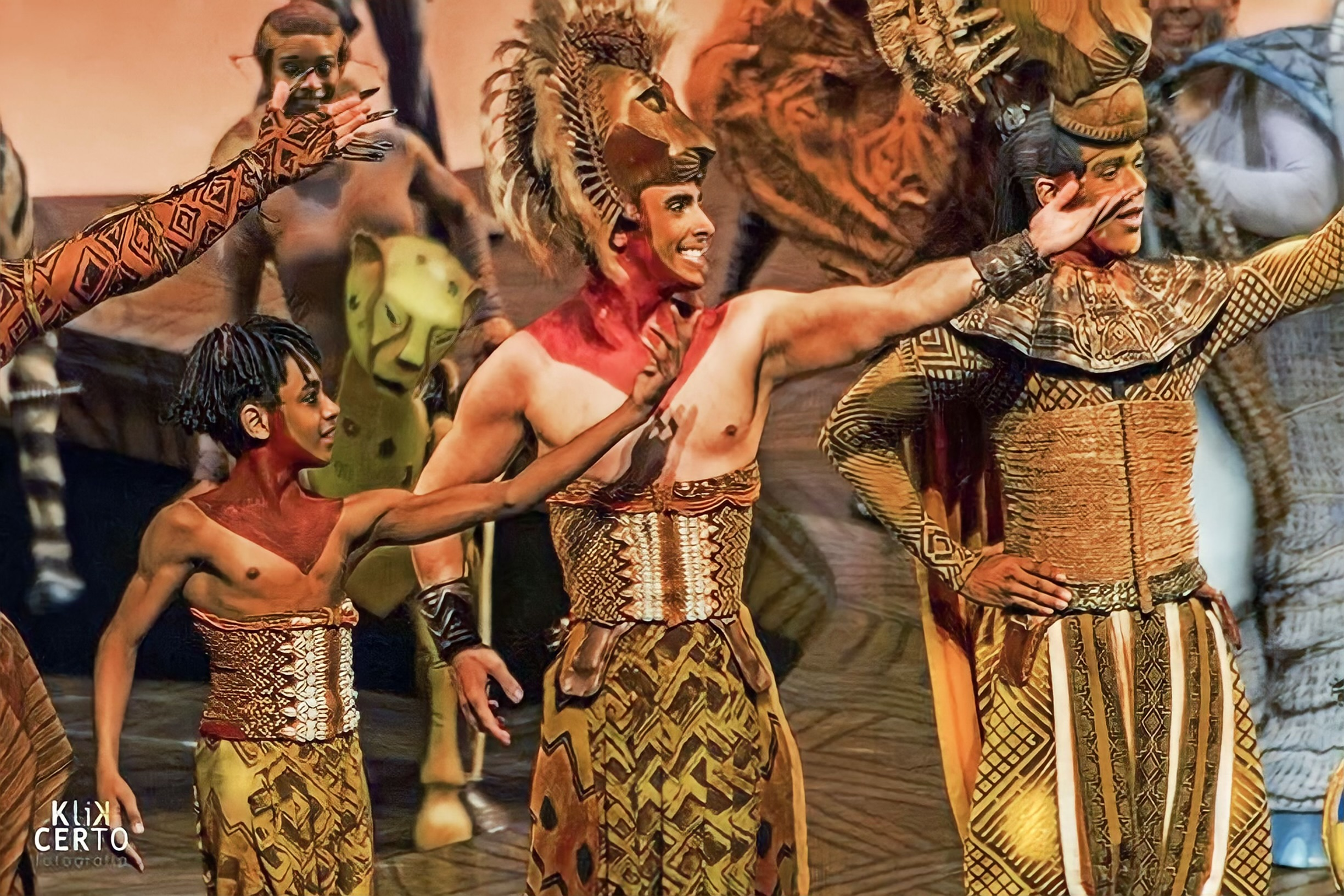
Beto Sargentelli como Simba em O Rei Leão.

Beto Sargentelli protagonizou os maiores espetáculos da Broadway no Brasil, originando os papéis de:
Elvis Presley em “O REI DO ROCK - O Musical“ ao lado de Stepan Nercessian;
Clyde Barrow em "Bonnie & Clyde";
Tony em "West Side Story";
Jamie Wellerstein em "Os Últimos 5 Anos" ao lado de Eline Porto;
Tony Elliot em "Billy Elliot" ao lado de Carmo Dalla Vecchia;
Lucas Beineke em "A Família Addams" ao lado de Marisa Orth e Daniel Boaventura;
Pablo em "Mudança de Hábito" ao lado de Karin Hils;
Burro Falante na temporada paulista de "Shrek";
Jack em "Into the Woods" ao lado de Luciana Andrade;
Simon Zealotes em "Jesus Christ Superstar" ao lado de Negra Li e Igor Rickli;
Judas em "Godspell" ao lado de Leonardo Miggiorin;
Galileo em "We Will Rock You";
e em grandes espetáculos brasileiros:
Zezé Di Camargo no primeiro espetáculo nacional da Time 4 Fun: "2 Filhos de Francisco - O Musical" baseado no filme homônimo 2 Filhos de Francisco ao lado de Laila Garin; 
e
Tomás em "Nautopia".

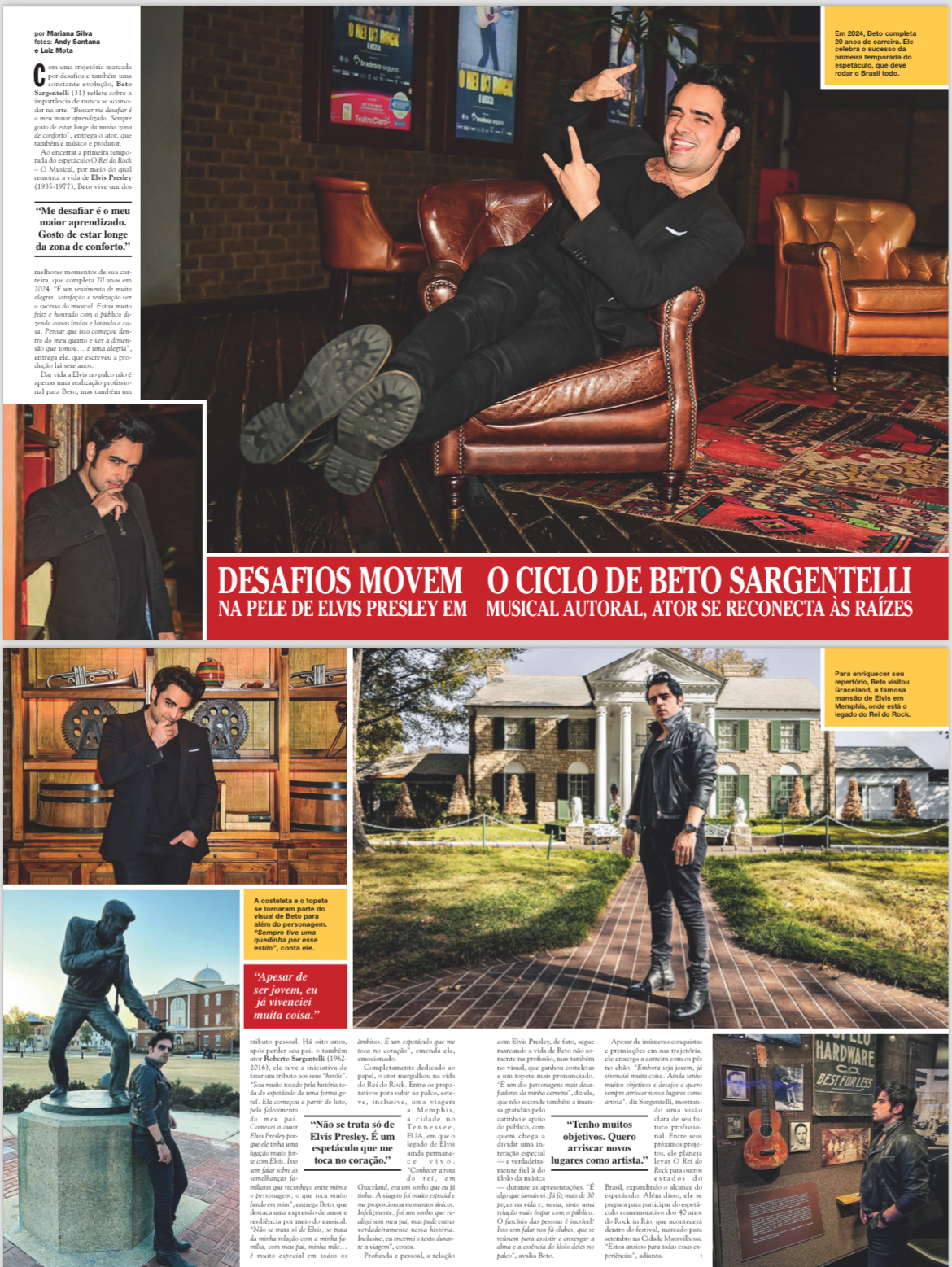
Beto Sargentelli em Graceland, mansão de Elvis em Memphis - Revista Caras

Atualmente, o artista protagoniza e produz desde março de 2024 o espetáculo biográfico "O Rei do Rock - O Musical" onde vive o maior Astro do século e do Rock’N’Roll: Elvis Presley. O espetáculo, que já conquistou 31 prêmios e indicações (APCA, Bibi Ferreira, É Sobre Musicais e Observatório do Teatro), incluindo Melhor Espetáculo, Melhor Ator (Beto Sargentelli), Melhor Roteiro Original (Beto Sargentelli), Melhor Direção (João Fonseca), Melhor Direção Musical (Thiago Gimenes) e Melhor Ator Coadjuvante (Stepan Nercessian), é o 1º musical biográfico de Elvis Presley do país e marca também sua estreia como dramaturgo em um texto que vem sendo criado pelo mesmo desde 2017 em homenagem ao seu pai e Elvis. .
Produziu e protagonizou, no papel título Clyde Barrow, o seu 14º musical da Broadway dentre os aproximadamente 22 musicais e 32 peças teatrais da carreira: "Bonnie & Clyde - O Musical Mais Procurado da Broadway", que estreou dia 10 de março de 2023 no 033 Rooftop do Teatro Santander.

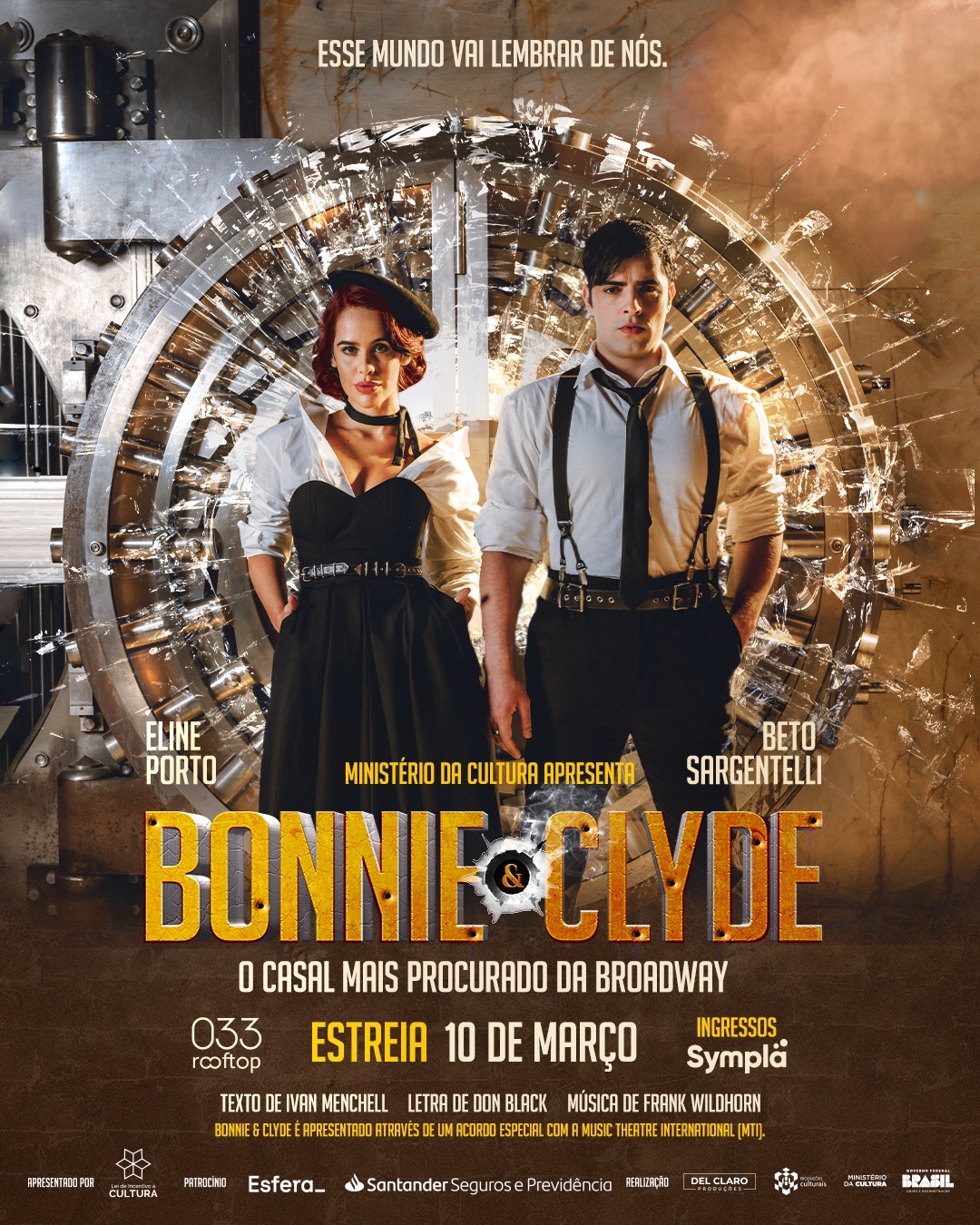
Cartaz de Bonnie & Clyde - O Casal Mais Procurado da Broadway

Em meados de 2022 estrelou maior musical da Broadway: "West Side Story" de Leonard Bernstein e Stephen Sondheim na pele do protagonista Tony, sob direção da dupla Charles Möeller e Cláudio Botelho e do Maestro Cláudio Cruz.
Também no início 2022 interpretou Tomás, o protagonista do espetáculo brasileiro original “Nautopia”, escrito e composto por Daniel Salve. A peça foi também a 2ª do ator como produtor teatral.
Para o 2º semestre de 2022 foi anunciado como um dos atores convidados da versão brasileira do espetáculo da Broadway Spamalot. 
O ator foi convidado a interpretar um dos protagonistas do musical ao lado de Leão Lobo e Helga Nemeczyk.
Conquistou o "Prêmio Bibi Ferreira" 2020 de Melhor Ator por sua interpretação no espetáculo da Broadway "Os Últimos 5 Anos", versão brasileira oficial do musical "The Last 5 Years" de Jason Robert Brown, sob direção de João Fonseca. Este, que foi também o primeiro trabalho do artista como produtor/idealizador, além de ator.

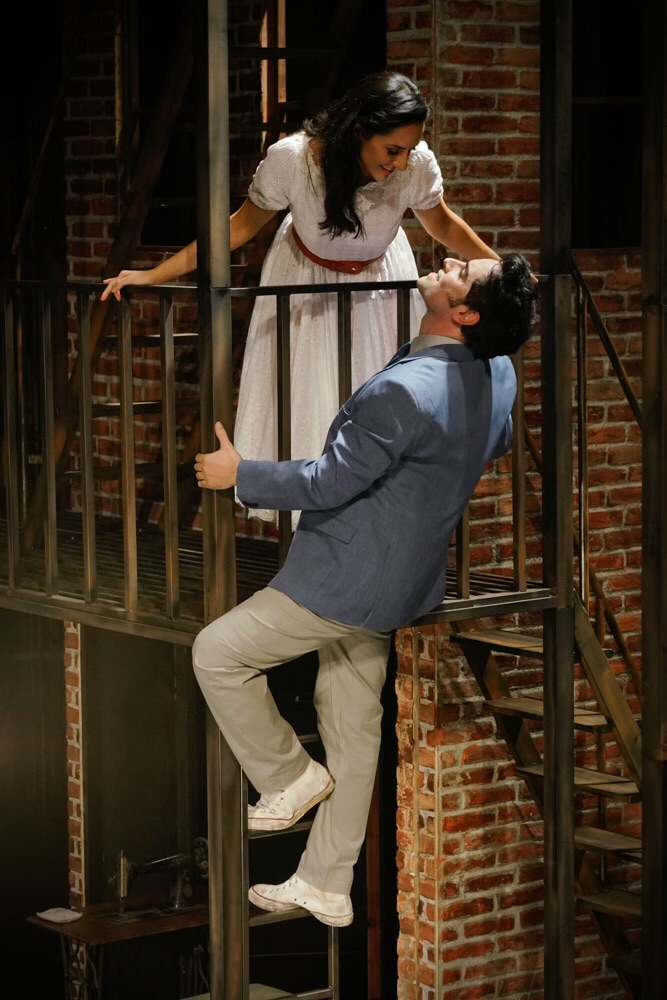
Beto Sargentelli como Tony em West Side Story

Atuou também nas peças Amor & Pólvora no palco do histórico Teatro de Arena, Cinema Falado, produzida pelo SESC Pompéia, em clássicos como "Bonitinha, mas Ordinária", de Nelson Rodrigues, "Um Homem é um Homem", de Bertolt Brecht, "Cada um a seu modo", de Luigi Pirandello, e nos musicais "O Rei Leão" (Simba (u/s)), "Mamma Mia!" (Sky (u/s)) e "Meu Amigo Charlie Brown" (Snoopy (u/s)).
Foi anunciado também como um dos protagonistas da produção brasileira da ópera-rock American Idiot que terá a direção de Mauro Mendonça Filho. Ao seu lado estarão Thiago Fragoso, Nando Brandão e Di Ferrero.
No ano de 2019 lançou "Nas 4 Estações", seu primeiro single na carreira fonográfica, com produção musical do ganhador do Grammy Latino Hélio Bernal. Simultaneamente foi lançado o clipe da canção, além do show de lançamento realizado na casa de espetáculos Paris 6 Burlesque.
Participou das novelas "A Caverna Encantada” da Disney Plus na pele de Dom Pedro I, "Revelação" e "Amor e Revolução" do SBT e recentemente pôde ser visto no único episódio gravado no Brasil da série inglesa da Netflix: Black Mirror. Em 2021, foi ator convidado ao lado da atriz Tuna Dwek para o longa-metragem "Verão Fantasma" de Matheus Marchetti, na trama, com estreia prevista para 2022, interpretará o Capitão Bernard Fokke.

## Prêmios e Condecorações
Tendo garantido pelos últimos 10 anos consecutivos a conquista de 27 Prêmios e Condecoração de Melhor Ator, dentre o total de 35 indicações aos mais respeitados prêmios do país, o artista recebeu em 2024 8 prêmios e indicações de Melhor Ator, 3 de Melhor Dramaturgo/Roteirista e 6 de Melhor Espetáculo. Conquistou o Prêmio APCA, o Título Honorífico da Câmara Municipal em 2024, o Prêmio Bibi Ferreira em 2020, 2023 e 2024, considerado o Tony Award Brasileiro, o Prêmio Aplauso Brasil de Teatro (por 3 vezes), o Prêmio Arte Qualidade Brasil, o Prêmio Destaque Imprensa Digital e o internacional Broadway World Brazil Award. . Beto é também o 1º e único artista da história a conquistar a tríplice coroa do Prêmio Destaque Imprensa Digital (Melhor Ator, Melhor Dramaturgo e Melhor Espetáculo), e a dupla indicação na categoria máxima de atuação do Prêmio Bibi Ferreira, concorrendo consigo mesmo pelos papéis de Tony e Clyde no ano de 2023.

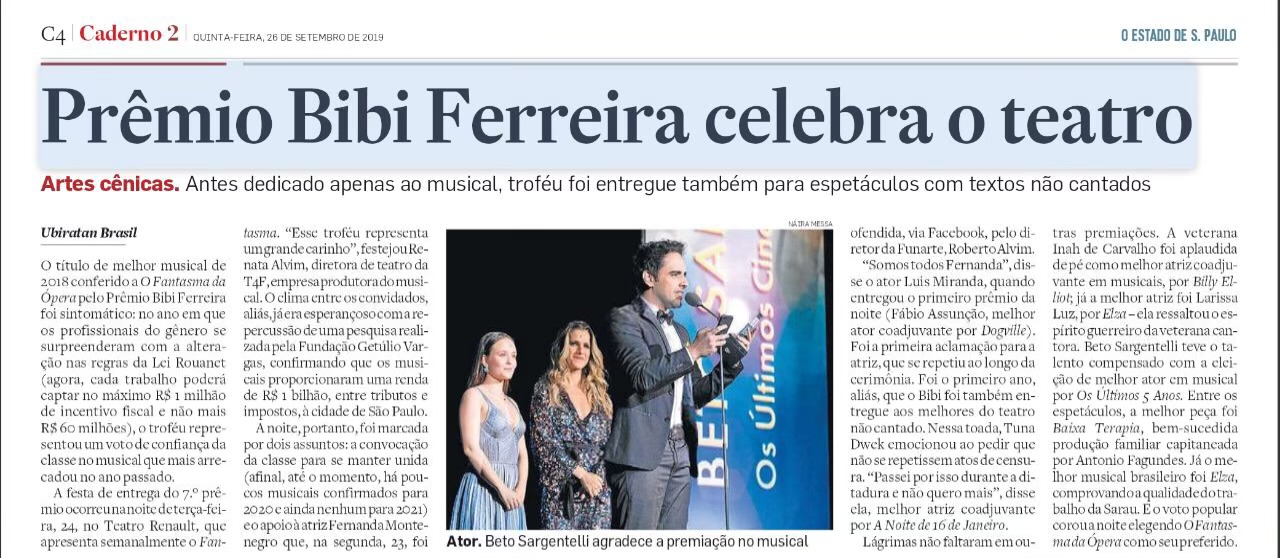
Beto Sargentelli - Melhor Ator - Prêmio Bibi Ferreira

| Prêmio                                       | Ano       | Categoria                                       | Trabalho indicado                                                             | Resultado |
| -------------------------------------------- | --------- | ----------------------------------------------- | ----------------------------------------------------------------------------- | --------- |
| Prêmio APCA                                  | 2024      | Melhor Ator                                     | O Rei Do Rock - O Musical                                                     | Venceu    |
| Prêmio SONGPOP                               | 2025      | Ator Do Ano                                     | O Rei Do Rock - O Musical                                                     | Venceu    |
| Prêmio SONGPOP                               | 2025      | Espetáculo do Ano                               | O Rei Do Rock - O Musical                                                     | Venceu    |
| Prêmio Arcanjo de Cultura                    | 2024      | Melhor Ator e Idealização “O Rei do Rock”       | O Rei Do Rock - O Musical                                                     | Venceu    |
| Prêmio Destaque Imprensa Digital             | 2024      | Melhor Ator                                     | O Rei Do Rock - O Musical                                                     | Pendente  |
| Prêmio Destaque Imprensa Digital             | 2024      | Melhor Dramaturgia Original                     | O Rei Do Rock - O Musical                                                     | Venceu    |
| Condecoração - Câmara Municipal de São Paulo | 2024      | Artista Hors Concours                           | Conjunto da Obra (Ator, Dramaturgo e Idealizador) - O Rei Do Rock - O Musical | Venceu    |
| Prêmio Bibi Ferreira                         | 2024      | Melhor Ator                                     | O Rei Do Rock - O Musical                                                     | Pendente  |
| Prêmio Destaque Observatório do Teatro       | 2024      | Melhor Ator                                     | O Rei Do Rock - O Musical                                                     | Venceu    |
| Prêmio É Sobre Musicais                      | 2024      | Melhor Roteiro Original                         | O Rei Do Rock - O Musical                                                     | Venceu    |
| Prêmio É Sobre Musicais                      | 2024      | Melhor Ator                                     | O Rei Do Rock - O Musical                                                     | Venceu    |
| Prêmio Destaque Imprensa Digital             | 2023      | Melhor Ator                                     | Bonnie & Clyde                                                                | Venceu    |
| Prêmio SONGPOP                               | 2024      | Ator do Ano                                     | Bonnie & Clyde                                                                | Venceu    |
| Prêmio SONGPOP                               | 2024      | Espetáculo do Ano                               | Bonnie & Clyde                                                                | Venceu    |
| Prêmio Melhores Do Ano Miguel Arcanjo        | 2023      | Melhor Ator                                     | Bonnie & Clyde                                                                | Venceu    |
| Prêmio Bibi Ferreira                         | 2022/2023 | Melhor Ator                                     | Bonnie & Clyde                                                                | Pendente  |
| Prêmio Bibi Ferreira                         | 2022/2023 | Melhor Ator                                     | West Side Story                                                               | Pendente  |
| Prêmio É Sobre Musicais                      | 2022/2023 | Melhor Ator                                     | West Side Story                                                               | Venceu    |
| Prêmio É Sobre Musicais                      | 2022/2023 | Melhor Química - Beto Sargentelli e Eline Porto | Bonnie & Clyde                                                                | Venceu    |
| Prêmio É Sobre Musicais                      | 2022/2023 | Melhor Elenco                                   | West Side Story                                                               | Venceu    |
| Prêmio É Sobre Musicais                      | 2022/2023 | Melhor Cena - Beto Sargentelli e Eline Porto    | Bonnie & Clyde                                                                | Venceu    |
| Prêmio Destaque Imprensa Digital             | 2022      | Melhor Ator                                     | West Side Story                                                               | Indicado  |
| Prêmio Destaque Imprensa Digital             | 2022      | Melhor Elenco                                   | West Side Story                                                               | Venceu    |
| Prêmio Destaque Imprensa Digital             | 2022      | Melhor Espetáculo                               | Nautopia                                                                      | Venceu    |
| Prêmio Destaque Imprensa Digital             | 2022      | Melhor Elenco                                   | Nautopia                                                                      | Indicado  |
| Prêmio Melhore do Ano Miguel Arcanjo         | 2019      | Melhor Ator Coadjuvante                         | Billy Elliot                                                                  | Venceu    |
| Prêmio Bibi Ferreira                         | 2020      | Melhor Ator                                     | Os Últimos 5 Anos                                                             | Venceu    |
| Prêmio Aplauso Brasil                        | 2019/2020 | Melhor Ator Coadjuvante                         | Billy Elliot                                                                  | Venceu    |
| Prêmio Broadway World Brazil                 | 2019      | Melhor Ator Coadjuvante                         | Billy Elliot                                                                  | Venceu    |
| Prêmio Destaque Imprensa Digital             | 2019      | Melhor Ator Coadjuvante                         | Billy Elliot                                                                  | Indicado  |
| Prêmio É Sobre Musicais                      | 2018/2019 | Melhor Ator                                     | Os Últimos 5 Anos                                                             | Venceu    |
| Prêmio Broadway World Brazil                 | 2018      | Melhor Ator                                     | Os Últimos 5 Anos                                                             | Venceu    |
| Prêmio Destaque Imprensa Digital             | 2018      | Melhor Ator                                     | Os Últimos 5 Anos                                                             | Venceu    |
| Prêmio Aplauso Brasil                        | 2018      | Melhor Ator                                     | 2 Filhos de Francisco                                                         | Venceu    |
| Prêmio É Sobre Musicais                      | 2017/2018 | Melhor Ator                                     | 2 Filhos De Francisco                                                         | Venceu    |
| Prêmio Musical Cast                          | 2017      | Melhor Ator                                     | 2 Filhos de Francisco                                                         | Venceu    |
| Prêmio Arte Qualidade Brasil                 | 2016      | Melhor Ator                                     | Godspell                                                                      | Indicado  |
| Prêmio Musical Cast                          | 2016      | Melhor Ator                                     | We Will Rock You                                                              | Venceu    |
| Prêmio Aplauso Brasil                        | 2015      | Melhor Ator Coadjuvante                         | Mudança De Hábito                                                             | Venceu    |
| Prêmio Aplauso Brasil                        | 2012      | Melhor Elenco                                   | A Família Addams                                                              | Venceu    |

## Imprensa e crítica
A recepção da crítica especializada em relação ao trabalho do ator salienta sua qualidade e versatilidade a cada papel que interpreta, no drama e na comédia, bem como sua extensão vocal.

Por seu trabalho como Tony em West Side Story o crítico Cláudio Erlichman do Broadway World destacou:
"...E a entrega que ele dá a sua interpretação de Tony, é a coroação desses anos todos de muita dedicação, estudos e interesse na profissão. Ele está no apogeu do caminho que vem trilhando no teatro musical, seja na comédia ou no drama. É formidável a sua interpretação para a canção Maria, onde atinge um inalcançável si bemol, ou na dificílima Something's Coming. Sua interpretação toda inspirada num Romeu moderno é sensível ao mesmo tempo que engenhosa. Difícil não se emocionar, de não se apanhar com os olhos marejados, com sua extraordinária atuação..."

Pelo trabalho do ator em Os Últimos 5 Anos o crítico Ubiratan Brasil do jornal O Estado de S. Paulo destacou:
"...Beto Sargentelli vive a glória de um artista que atinge sua plenitude – na comédia e no drama, sua interpretação e sua amplitude vocal simplesmente impressionam...", por Ubiratan Brasil, O Estado de São Paulo.
Por este mesmo espetáculo, o crítico Cláudio Erlichman do Broadway World destacou:
"... Beto Sargentelli (Jamie) é uma daquelas raras criaturas que pode fazer comédia, drama, cantar debaixo de uma tempestade, e continuar simpático e belo. Ele é encantador e engraçado, com um som único!...", por Claudio Erlichman, BroadwayWorld.com.

Em 2 Filhos de Francisco o crítico Ton Miranda do Canal Diversão e Arte destacou:
"...Não poderia deixar de citar e aplaudir de pé as atuações emocionantes e verdadeiras dos atores que fazem os Filhos de Francisco – Beto Sargentelli faz um Zezé Di Camargo verdadeiro e estudado, que chega pra gente com uma verdade contundente. Quando ele canta GALOPEIRA então, arranca aplausos da platéia em cena aberta porque não tem quem não admire tamanho talento...", por Ton Miranda, Canal Diversão e Arte.
Por seu trabalho em Nautopia o crítico Bruno Cavalcanti do jornal Folha de S.Paulo destacou:
"...Sargentelli é a força motora que faz de Nautopia o musical mais sedutor da temporada. O ator constrói uma personagem calcada em fragilidades que contrastam com sua voz tamanha. Em cena, Sargentelli está em seu melhor momento cênico..."
Já em Godspell, seu trabalho foi salientado pelo crítico Nelson de Sá do jornal Folha de S.Paulo:
"...É quase impossível destacar um ou dois entre os dez atores, que ganham cada um seu momento, seu foco de luz –o que também reflete a fraternidade cristã tirada das parábolas de Mateus, tão conhecidas, como evidencia uma cena com participação da plateia. Mas Beto Sargentelli, que faz Judas, um dos papéis que não levam o nome do ator original, é quem reflete melhor e concentra a toada de 'Godspell'...", por Nelson de Sá, Folha de S.Paulo.
Por sua interpretação como Tony Elliot em Billy Elliot, o crítico Cláudio Erlichman do Broadway World destacou:
"...Sublinhamos a atuação de Beto Sargentelli, num papel bem diferente de tudo que já fez, como Tony Elliot, o irmão primogênito amargurado e agitador do protagonista, muito focado na atuação, nos entregando cenas poderosas num desempenho forte e convincente." , por Claudio Erlichman, BroadwayWorld.com.
Em Jesus Cristo Superstar, o crítico Ubiratan Brasil do jornal O Estado de S. Paulo destacou:
"... Beto Sargentelli, por exemplo, ao viver o apóstolo Simão, nos oferece um momento notável e de rara sensibilidade...", por Ubiratan Brasil, O Estado de São Paulo.
Já por A Família Addams, o crítico Nyldo Moreira da Tangos & Boleros destacou:
"... Beto Sargentelli é o jovem Lucas, muito bem posicionado no roteiro e com pontuais entradas ao texto, sua atuação é um jogo cênico com grande parte dos personagens e tem impecável direção musical, coreografada e cênica encontradas num só ator, em sua jovialidade técnica, com um toque de um velho experiente artista. ", por Nyldo Moreira, Tangos & Boleros.

## Vida pessoal
Filho da cantora e pedagoga Andréa Sargentelli e do ator e fotógrafo Roberto Sargentelli (in memorian), Beto possui ascendência alemã, sérvio-montenegrina, italiana e afro-indígena. Proveniente de uma família de artistas, é sobrinho-neto em 2º grau de Osvaldo Sargentelli e, por conseguinte, também parente de Lamartine Babo. Esteve em cartaz com o pai, também ator, simultaneamente em teatros e espetáculos distintos na cidade de São Paulo, fato que foi reportado pela imprensa. O ator namorou a bailarina e atriz Mariana Hidemi entre os anos de 2012 e 2016 e, atualmente, namora desde 2018 a atriz e cantora Eline Porto.

## Teatrografia
Graduado em Bacharelado e Licenciatura em Artes Cênicas/Teatro pela Faculdade Paulista de Artes e Interpretação para Cinema pela Escola de Atores Wolf Maya, Beto Sargentelli iniciou sua carreira artística aos 12 anos de idade estudando teatro, violão e atuando em filmes publicitários. Após alguns anos em companhias de Teatro Independente de prosa, ingressou aos 17 anos em seu primeiro espetáculo de Teatro Musical, bem como participou de filmes, telenovelas e séries. Em sua trajetória já esteve sob direção de conceituados nomes brasileiros e internacionais como Jerry Zaks, Jorge Takla, Julie Taymor, John Stefaniuk, Steve Bebout, Alonso Barros, José Renato Pécora, Marllos Silva, Mauro Mendonça Filho, Dagoberto Feliz, Breno Silveira, João Fonseca e Charles Möeller.
| Espetáculo                      | Personagem         | Direção                            | Ano              | Produção                                    |
| ------------------------------- | ------------------ | ---------------------------------- | ---------------- | ------------------------------------------- |
| O Rei do Rock - O Musical       | Elvis Presley      | João Fonseca                       | 2024             | H Produções Culturais e Turbilhão de Idéias |
| Bonnie & Clyde                  | Clyde Barrow       | João Fonseca                       | 2023             | H Produções Culturais e Del Claro Produções |
| West Side Story                 | Tony               | Charles Möeller                    | 2022             | Santa Marcelina e Moeller & Botelho         |
| Nautopia                        | Tomás              | Daniel Salve                       | 2022             | H Produções Culturais                       |
| Spamalot                        | Rei Arthur         | Não divulgado                      | 2022 (A estrear) | Dagnus Produções                            |
| Billy Elliot                    | Tony Elliot        | John Stefaniuk                     | 2019             | Atelier De Cultura                          |
| Os Últimos 5 Anos               | Jamie Wellerstein  | João Fonseca                       | 2018/2019        | H Produçōes Culturais                       |
| Amor e Pólvora                  | Fábio              | Marllos Silva                      | 2018             | Marcenaria De Cultura                       |
| 2 Filhos de Francisco           | Zezé Di Camargo    | Breno Silveira                     | 2017/2018        | Time 4 Fun                                  |
| American Idiot                  | Protagonista       | Mauro Mendonça Filho               | 2017 (A estrear) | Fábula Entretenimento                       |
| Cinema Falado - Sesc            | Narrador           | Dagoberto Feliz                    | 2017             | SESC                                        |
| Godspell                        | Judas              | Dagoberto Feliz                    | 2016/2017        | LS Produçōes Artísticas                     |
| We Will Rock You                | Galileo Alternante | Uwe Petersen                       | 2016             | Atual Produçōes e Caradiboi                 |
| Mudança De Hábito               | Pablo              | Jerry Zaks                         | 2015             | Time 4 Fun                                  |
| O Rei Leão                      | Simba (u/s)        | Julie Taymor                       | 2014             | Time 4 Fun                                  |
| Jesus Cristo Superstar          | Simon Zealotes     | Jorge Takla                        | 2014             | Time 4 Fun                                  |
| Shrek                           | Burro Falante      | Diego Ramiro                       | 2013             | Kabuki Produçōes                            |
| A Família Addams                | Lucas Beineke      | Jerry Zaks / Steve Bebout          | 2012/2013        | Time 4 Fun                                  |
| Mamma Mia!                      | Sky (Stby)         | Robert McQuenn                     | 2010/2011        | Time 4 Fun                                  |
| Into The Woods                  | Jack               | Armando Bravi / Felipe Senna       | 2010             | Master Produçōes                            |
| Meu Amigo Charlie Brown         | Snoopy (Stby)      | Alonso Barros                      | 2009/2010        | Néctar Cultural                             |
| Senhorita Else                  | Dorsday            | Daniel Gonzales                    | 2008             | Produção Independente                       |
| Nos Embalos da Jovem Guarda     | Marcelo            | Marllos Silva / José Renato Pécora | 2007/2008        | Marcenaria De Cultura                       |
| Bonitinha, Mas Ordinária        | Edgard             | Daniel Gonzales                    | 2007             | Produção Independente                       |
| Uma Luz Cor de Luar             | Menino             | Rafael Castro                      | 2007             | Fundação Lia Maria Aguiar                   |
| Um Homem É Um Homem             | Galy Gay           | Andreia Egydio                     | 2007             | Produção Independente                       |
| Cada Um A Seu Modo              | Cinci              | Rodrigo Palmieri                   | 2006             | Produção Independente                       |
| O Despertar Da Primavera        | Moritz Stiefel     | Áurea Karpor                       | 2005             | Cia Projeto Bazar                           |
| Gaia                            | Ator               | Renato Haddad                      | 2005             | Cia Rituais                                 |
| A Rua da Amargura               | Caifás             | José Lima                          | 2005             | Produção Independente                       |
| Lisístrata - A Guerra dos Sexos | Arauto             | José Lima                          | 2004             | Produção Independente                       |

## Filmografia
Beto Sargentelli atuou em diversos filmes publicitários desde a infância e já fez parte do elenco das telenovelas A Caverna Encantada da Disney Plus, e Revelação (Direção de Jacques Lagoa) e Amor e Revolução (Direção de Reynaldo Boury), ambas do SBT. Recentemente pôde ser visto sob direção de Owen Harris no único episódio gravado no Brasil da série inglesa da Netflix: Black Mirror. 
Em 2021, foi ator convidado ao lado da atriz Tuna Dwek a atuar no longa-metragem "Verão Fantasma" de Matheus Marchetti, na trama, com estreia prevista para 2022, interpretará o Capitão Bernard Fokke.

### Cinema
| Projeto                           | Personagem    | Veículo | Direção            | Ano  |
| --------------------------------- | ------------- | ------- | ------------------ | ---- |
| Verão Fantasma (Longa-Metragem)   | Bernard Fokke | Cinema  | Matheus Marchetti  | 2022 |
| Quartos Siameses (Curta-Metragem) | Nicolas       | Cinema  | Elô Bueno          | 2022 |
| Amor (Curta-Metragem)             | Eduardo       | Cinema  | Carolina Üngerbock | 2009 |

### Televisão
| Projeto             | Personagem                | Veículo          | Direção           | Ano  |
| ------------------- | ------------------------- | ---------------- | ----------------- | ---- |
| A Caverna Encantada | Dom Pedro I               | Disney Plus      | Ricca Mantoanelli | 2024 |
| Black Mirror        | Participação (1 Episódio) | Netflix (Série)  | Owen Harris       | 2019 |
| Amor e Revolução    | Madeira                   | SBT (Telenovela) | Reynaldo Boury    | 2011 |
| Revelação           | Mateus                    | SBT (Telenovela) | Jacques Lagoa     | 2008 |

## Discografia
Em 2019 lançou pelas plataformas de Streaming (Spotify, Deezer, YouTube Music) seu primeiro trabalho na carreira fonográfica, o Single: Nas 4 Estações, produzido musicalmente pelo ganhador do Grammy Latino Hélio Bernal. Simultaneamente foi lançado o Clipe da canção, além do show de lançamento realizado na casa de espetáculos Paris 6 Burlesque. Sua banda é formada por Albino Infantozzi, Roger Dias, Alex Fornari, Gleison Britto e Helio Bernal.
| Canção         | Artista                        | Ano  |
| -------------- | ------------------------------ | ---- |
| Nas 4 Estaçōes | Beto Sargentelli               | 2019 |
| Carnavalizar   | Beto Sargentelli e Eline Porto | 2019 |

## Apresentações musicais
| Show             | Intérprete       | Local             | Ano  |
| ---------------- | ---------------- | ----------------- | ---- |
| Nas 4 Estaçōes   | Beto Sargentelli | Paris 6 Burlesque | 2019 |
| Tal Filho        | Beto Sargentelli | Espaço Vitta      | 2016 |
| Beto Sargentelli | Beto Sargentelli | All of Jazz       | 2012 |

### Concertos
Personificou B.F Pinkerton em uma versão concerto da ópera Madame Butterfly no festival nipônico Hanabi Matsuri, realizado no Autódromo de Interlagos sob direção de André Latorre. Foi  também cantor solista no grande sucesso “Disney in Concert” em 2014 e 2022, um concerto oficial da Disney onde são interpretados os maiores sucessos da história da empresa mais bem sucedida no mundo do entretenimento. No palco do Teatro Bradesco, o ator cantou sucessos de Aladdin, A Pequena Sereia, O Rei Leão e Mary Poppins acompanhado de uma orquestra de 67 músicos regidos por Renato Misiuk e sob direção de Daniel Salve.
| Obra              | Personagem                            | Direção       | Ano  |
| ----------------- | ------------------------------------- | ------------- | ---- |
| Disney in Concert | Aladdin, Bert, Simba, Sebastião, Finn | Daniel Salve  | 2022 |
| Madame Butterfly  | B.F Pinkerton                         | André Latorre | 2015 |
| Disney in Concert | Aladdin, Bert, Sebastião, Finn        | Daniel Salve  | 2014 |